# اتنين في الصندوق (مسلسل)
مسلسل اتنين في الصندوق مسلسل تلفزيوني مصري كوميدي من إنتاج سنة 2020، إخراج محمد مصطفى وأحمد عزب ومن تأليف لؤي السيد، بطولة حمدي الميرغني، محمد أسامة (أوس أوس)، نور فخري، بيومي فؤاد، هايدي رفعت، أحمد عبد الله محمود، محمد حسني، انتصار، محمود الشرقاوي، ياسر الطوبجي.

## قصة المسلسل
يحاول التوأم شوقي وزيكا تغيير حياتهما للأفضل حيث يريد زيكا أن يصبح مغني ويريد شوقي أن يكون ممثل، بالإضافة لرغبة كل منهما في الزواج ممن يحبها، لكن عملهما في جمع القمامة يعوق ذلك، بينما يكتشف ممادو زعيم دولة زمبيزي سر بأنه أنجب توأم وأنهما في مصر.

## طاقم التمثيل
- حمدي الميرغني
- محمد أسامة (أوس أوس)
- بيومي فؤاد
- نور فخري
- نهي عابدين
- هايدي رفعت
- أحمد عبد الله محمود
- محمد حسني
- صلاح عبد الله
- إنتصار
- محمود الشرقاوي بدور ظابط الجوازات
- ياسر الطوبجي
- محمد المغربي بدور مسعود
- محمود عبد الغفار بدور شرباصي
- أيمن حسام بدور اشرف
- أشرف الشرقاوي بدور زيدان
- رحاب الجمل
- محمود البزاوي
- حمادة صميدة
- أحمد محارب

## الوصلات الخارجية
- اتنين في الصندوق علي موقع قاعدة بيانات الأفلام العربية
- اتنين في الصندوق على موقع الدراما العربية